# USS Conquest (AMc-71)
USS Conquest (AMc-71) – trałowiec typu Accentor. Pełnił służbę w United States Navy w czasie II wojny światowej.
Jego stępkę położono 8 maja 1941. Zwodowano go 25 sierpnia 1941. Wszedł do służby 9 marca 1942.
W czasie wojny pełnił służbę na Atlantyku w pobliżu wschodniego wybrzeża USA w 10. Dystrykcie Morskim.
Skreślony z listy jednostek floty prawdopodobnie w 1946. Przekazany Maritime Commission 9 sierpnia 1946.